# Phorocerosoma forcipatum
Phorocerosoma forcipatum är en tvåvingeart som beskrevs av Verbeke 1962. Phorocerosoma forcipatum ingår i släktet Phorocerosoma och familjen parasitflugor.
Artens utbredningsområde är Kongo. Inga underarter finns listade i Catalogue of Life.